# Président de la république démocratique du Timor oriental
Le président de la république démocratique du Timor oriental est le chef de l'État du Timor-Oriental. 
Ses compétences politiques et institutionnelles sont régies par la Constitution de 2002.

## Histoire
Originellement colonie portugaise en tant que Timor portugais durant près de quatre siècles, le pays connait une indépendance éphémère dans les années 1970, au cours de laquelle il se dote de deux premiers présidents successifs. Cette indépendance déclarée prend fin avec l'invasion indonésienne de décembre 1975, après laquelle il est annexé unilatéralement par l'Indonésie en 1976. L'annexion ne fut cependant jamais reconnue par l'ONU, qui organisa un référendum d'autodétermination en août 1999 qui conduisit à la pleine indépendance du Timor oriental le 20 mai 2002, après 26 ans d'occupation indonésienne. Depuis, le Timor oriental est doté d'un président directement élu, et connait plusieurs alternances démocratiques.

## Pouvoirs
Son rôle est largement symbolique, même s'il lui est possible de mettre un veto à certaines lois que le parlement national ne peut contourner que par un vote à la majorité des deux tiers. Il est également de droit, chef du Conseil d’État et commandant suprême de la Forces de défense du Timor oriental. À la suite des élections législatives, le président nomme comme Premier ministre le chef du parti majoritaire de la coalition principale. En tant que chef de gouvernement, le Premier ministre préside le Conseil des ministres.

## Mode de scrutin
Le président du Timor oriental est élu au scrutin uninominal majoritaire à deux tours pour un mandat de cinq ans, renouvelable une fois. Est élu le candidat qui recueille la majorité absolue des votes valides au premier tour. À défaut, les deux candidats arrivés en tête au premier tour s'affrontent lors d'un second tour, et celui recueillant le plus de voix est déclaré élu.